# Begraafplaats van Arry
De Begraafplaats van Arry is een gemeentelijke begraafplaats gelegen in het Franse dorp Arry (Somme). De begraafplaats ligt 300 m ten zuiden van de dorpskerk (Église Saint-Quentin).

## Brits oorlogsgraf
Op de begraafplaats ligt het Brits militair graf van J. Raine, matroos bij de Royal Naval Volunteer Reserve. Hij stierf op 29 november 1916. Zijn graf is bij de Commonwealth War Graves Commission geregistreerd onder Arry Communal Cemetery.